# The Young Messiah
El joven Mesías (España) o El Mesías (Hispanoamérica) (título original en inglés: The Young Messiah) es una película bíblica dramática estadounidense, dirigida por Cyrus Nowrasteh y coescrita por Betsy Giffen Nowrasteh y Nowrasteh, basada en la novela El Mesías: El niño judío de Anne Rice. La película está protagonizada por Adam Greaves-Neal, Sean Bean, David Bradley, Lee Boardman, Jonathan Bailey y David Burke. La película gira en torno a una interpretación ficticia de un niño de siete años de edad, Jesús, que trata de descubrir la verdad sobre su vida cuando retorna de Egipto a Nazaret.

## Reparto
- Adam Greaves-Neal como Jesús.
- Sean Bean como Severus.
- David Bradley como un Rabino viejo.
- Lee Boardman como un Jefe de la escuadra romana.
- Jonathan Bailey como Herodes.
- David Burke como un Rabino ciego.
- Rory Keenan como el Demonio.
- Isabelle Adriani como Seleni.
- Vincent Walsh como José.
- Agni Scott como Míriam.
- Sara Lazzaro como María.
- Paul Ireland como Optio.
- Jarreth J. Merz como Aarón, padre de Eleazer.
- Dorotea Mercuri como madre de Eliezer.

## Producción
El 5 de diciembre de 2011, Variety informó de que 1492 Pictures y CJ Entertainment habían adquirido los derechos cinematográficos de la novela de Anne Rice, El Mesías: El niño judío, que se centra en torno a una interpretación ficticia de un niño de siete años de edad, Jesús, que regresa a su hogar en Nazaret con su familia desde Egipto, y descubre la verdad acerca de su vida. Chris Columbus, Michael Barnathan y Mark Radcliffe produjeron la película a través de 1492 Pictures, mientras que Sean Lee, Patricia Chun y Keo Lee la produjeron a través de CJ Entertainment. Se informó de que Cyrus Nowrasteh dirigiría la película y co-escribiría junto con su esposa Betsy. Nowrasteh tomó los derechos primero que Rice y luego lo llevó a Columbus y Barnathan.
El 21 de junio de 2013, se anunció que FilmDistrict había adquirido los derechos de distribución en Estados Unidos para planificado para su estreno en marzo de 2015, siendo desarrollado y financiado por Rise Entertainment bajo un contrato de cinco años firmado entre Rise y 1492 Pictures. 1492 Pictures, Hyde Park Entertainment, CJ Entertainment, y Ocean Blue Entertainment estarían produciendo la película, y Hyde Park manejaría las ventas internacionales de la película. Los productores serían Columbus, Barnathan, y Radcliffe para 1492, Tracy K. Price para Ocean Blue, Ashok Amritraj para Hyde Park, y Min Young Hong para CJ.
El 16 de mayo de 2014, se informó de nuevo que Ocean Blue financiaría la película junto con, CJ, Echo Lake Productions, e Ingenious Media, mientras que 1492 Pictures produciría la película junto con Ocean Blue, CJ, Hyde Park e Ingenious. Focus Features adquirió los derechos estadounidenses de FilmDistrict, y fijo el comienzo de la producción en septiembre de 2014.

### Rodaje
La fotografía principal de la película comenzó el 15 de septiembre de 2014 en Matera, Italia. La filmación también tuvo lugar en Roma en los estudios Cinecittà.

### Música
El 17 de enero de 2013, John Debney fue contratado para componer la música para la película.

## Estreno
La película fue creada previamente para su estreno el 23 de marzo de 2016, Pero el 15 de enero de 2015, Focus Features trasladó la fecha para su temprano estreno el 11 de marzo de 2016.
Nowrasteh adquirió los derechos de la película en 2011, y escribió el guion junto con su esposa Betsy Giffen. Chris Columbus desarrolló la película a través de su productora 1492 Pictures y Rise Entertainment ayudó a la financiación de la película. FilmDistrict había adquirido los derechos de distribución en Estados Unidos en 2013, que fueron trasladados posteriormente a Focus Features en 2014. La fotografía principal comenzó el 15 de septiembre de 2014 en Matera y Roma, Italia.  
Aunque la película fue conocida durante la producción como Christ the Lord (Cristo el Señor), Focus Features, anunció el 1 de septiembre de 2015 que se llamaría The Young Messiah (El joven Mesías). Nowrasteh dijo en un comunicado de prensa, "Este nuevo título transmite mejor lo que busca nuestra película para presentar un retrato realista de Jesús como un niño en la tierra de la fe y en consonancia con el adulto Jesús revelado en la Biblia."
La película fue estrenada en Estados Unidos el 11 de marzo de 2016, siendo distribuida por Focus Features.

## Sinopsis
A la edad de 7, cuando Jesús retorno de Egipto a su casa en Nazaret con sus padres, descubre la verdad sobre su vida.